# Temnora grandidieri
Temnora grandidieri là một loài bướm đêm thuộc họ Sphingidae. Loài này có ở Madagascar.
Nó rất giống loài Temnora murina, but distinguishable by the dark brown base of the hindwing upperside.